# السمنة في الولايات المتحدة

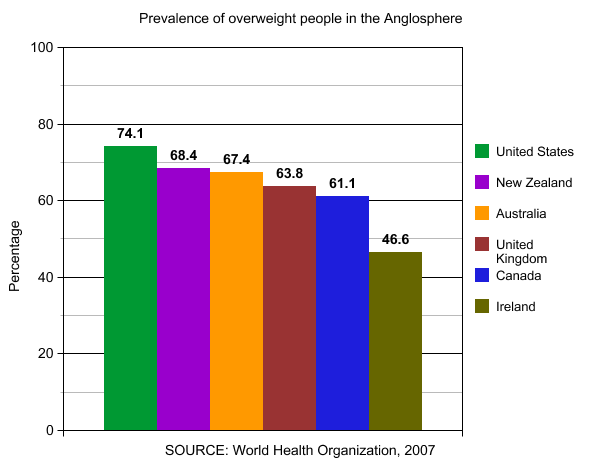
وفقا لإحصاءات عام 2007 من منظمة الصحة العالمية (WHO)، فإن الولايات المتحدة لديها أعلى معدل انتشار للبالغين الذين يعانون من زيادة الوزن في العالم الناطق بالإنجليزية.

معدل السمنة عبر التاريخ في الولايات المتحدة، 1960-2004.

السمنة في الولايات المتحدة هي مشكلة صحية كبيرة، تتسبب في العديد من الأمراض، خصيصاً أنواع محددة من السرطان، مرض القلب التاجي، سكري النوع الثاني، السكتة، وتتسبب كذلك في ازدياد الأسعار بشكل كبير.  في حين أن العديد من البلدان الصناعية شهدت زيادات مماثلة، فإن معدلات السمنة في الولايات المتحدة هي الأعلى في العالم.
استمرت السمنة في النمو داخل الولايات المتحدة. يعتبر اثنان من كل ثلاثة رجال أمريكيين من ذوي الوزن الزائد أو السمنة، لكن معدلات النساء أعلى بكثير. تحتوي الولايات المتحدة على واحدة من أعلى نسب البدناء في العالم. الشخص البدين في أمريكا يتكبد في المتوسط 1,429 دولار في النفقات الطبية سنوياً. يتم إنفاق ما يقرب من 147 مليار دولار من النفقات الطبية المضافة كل عام داخل الولايات المتحدة. ويشتبه في أن هذا العدد سيزيد بنحو 1.24 مليار دولار سنوياً حتى عام 2030.
لدى الولايات المتحدة أعلى معدل للسمنة ضمن مجموعة منظمة التعاون الاقتصادي والتنمية (OECD) التي تضم اقتصادات تجارية كبيرة. من نسبة السمنة البالغة 23 ٪ في عام 1962، ارتفعت التقديرات بشكل مطرد. تشمل الإحصاءات التالية البالغين الذين تبلغ أعمارهم 20 سنة وأكثر. النسبة المئوية للوزن الزائد عن إجمالي عدد السكان في الولايات المتحدة بلغت 39.4٪ في عام 1997، و 44.5٪ في عام 2004، 56.6٪ في عام 2007، و 63.8٪ (للبالغين) و 17٪ (أطفال) في عام 2008. في عام 2010، أعلنت مراكز مكافحة الأمراض واتقائها (CDC) عن ارتفاع الأعداد مرة أخرى، حيث بلغت نسبة 65.7٪ من البالغين الأمريكيين من ذوي الوزن الزائد، و 17٪ من الأطفال الأمريكيين، ووفقًا لمركز السيطرة على الأمراض، فإن 63٪ من الفتيات المراهقات يصبن بالوزن الزائد بحلول عمر 11. في عام 2013، وجدت منظمة التعاون الاقتصادي والتنمية (OECD) أن 57.6٪ من المواطنين الأمريكيين يعانون من زيادة الوزن أو السمنة. وتقدر المنظمة أن 3/4 من السكان الأمريكيين من المرجح أن يعانون من زيادة الوزن أو السمنة بحلول عام 2020. تظهر أحدث الأرقام الصادرة عن مراكز مكافحة الأمراض واتقائها حتى عام 2014 أن أكثر من الثلث (36.5٪) من البالغين في الولايات المتحدة ممن هم في عمر العشرين أو أكبر  وأن 17٪ من الأطفال والمراهقين الذين تتراوح أعمارهم بين سنتين و 19 سنة يعانون من السمنة. وأظهرت دراسة ثانية من المركز الوطني للإحصاءات الصحية في مراكز مكافحة الأمراض واتقائها أن 39.6٪ من البالغين في الولايات المتحدة ممن هم في سن 20 فما فوق كانوا يعانون من السمنة حتى 2015-2016 (37.9٪ للرجال و 41.1٪ للنساء).
تمت الإشارة إلي أن السمنة تساهم في وفاة ما يقرب من 100,000 إلى 400,000 في الولايات المتحدة كل عام. وزيادة استخدام الرعاية الصحية والنفقات، تكلف المجتمع ما يقدر بنحو 117 مليار دولار في الخدمات المباشرة (خدمات الوقاية، التشخيص، والعلاج المتعلقة بالوزن) والتكاليف غير المباشرة (التغيب عن العمل، وفقدان الدخل المستقبلي بسبب الوفاة المبكرة). وهذا يتجاوز تكاليف الرعاية الصحية المرتبطة بالتدخين  ويمثل 6٪ إلى 12٪ من نفقات الرعاية الصحية الوطنية في الولايات المتحدة.

## الانتشار
ارتفعت معدلات السمنة لجميع المجموعات السكانية في الولايات المتحدة على مدى العقود العديدة الماضية. بين عامي 1986 و 2000، تضاعف معدل انتشار السمنة الشديدة (مؤشر كتلة الجسم ≥ 40 كجم / م 2) أربع مرات من واحد بين مائتي أمريكي إلى واحد من بين خمسين. زادت السمنة القصوى (مؤشر كتلة الجسم ≥ 50 كجم / م 2) عند البالغين بعامل خمسة، من واحد بين ألفين إلى واحد من بين أربعمائة.
كانت هناك زيادات مماثلة في الأطفال والمراهقين، مع انتشار زيادة الوزن في مجموعات عمر الأطفال ما يقرب من ثلاثة أضعاف خلال الفترة نفسها. ما يقرب من تسعة ملايين طفل على مدى ست سنوات من العمر اعتبروا من البدناء. أظهرت العديد من الدراسات الحديثة أن معدلات زيادة السمنة في الولايات المتحدة تتباطأ، وربما يفسر ذلك من خلال تشبع وسائل الإعلام الموجهة نحو الصحة أو الحد البيولوجي للسمنة.

### العرق

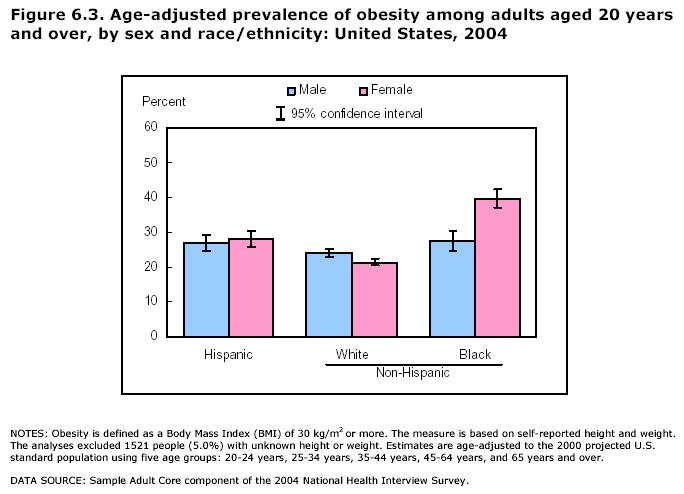
معدلات السمنة في الولايات المتحدة حسب العرق.

تتوزع السمنة بشكل غير متساوٍ عبر المجموعات العرقية في الولايات المتحدة.

### القوقازيين
معدل السمنة لدى البالغين القوقازيين (أكثر من 30 على مؤشر كتلة الجسم) في الولايات المتحدة في عام 2015 كانت 29.7 ٪.  بالنسبة للرجل القوقازي البالغ، كان معدل السمنة 31.1 ٪ في عام 2015.  بالنسبة للنساء البالغات من القوقاز، كان معدل السمنة 27.5 ٪ في عام 2015. 

### الأمريكيون السود أو الأفارقة
كان معدل السمنة للبالغين السود (أكثر من 30 على مؤشر كتلة الجسم) في الولايات المتحدة في عام 2015 هو 39.8 ٪. بالنسبة للرجال السود البالغين، كان معدل السمنة 34.4 ٪ في عام 2015. بالنسبة للنساء السود البالغات، كان معدل السمنة 44.7 ٪ في عام 2015. مؤشر كتلة الجسم ليس مؤشرا جيدا في تحديد معدل الوفيات الناجمة عن مرض القلب والشريان التاجي لجميع النساء السود مقارنة بالنساء البيض.

### الهنود الأمريكيين أو سكان ألاسكا الأصليين
كان معدل السمنة للهنود الأمريكيين أو سكان ألاسكا الأصليين (أكثر من 30 على مؤشر كتلة الجسم) في الولايات المتحدة في عام 2015 هو 42.9 ٪. لم يتم إعطاء أي تفاصيل حسب الجنس للهنود الأمريكيين أو سكان ألاسكا الأصليين في أرقام مراكز مكافحة الأمراض واتقائها.

### الآسيوين
كان معدل السمنة للبالغين الآسيويين (أكثر من 30 على مؤشر كتلة الجسم) في الولايات المتحدة في عام 2015 هو 10.7 ٪. لم يتم إعطاء أي تفصيل حسب الجنس للبالغين الآسيويين في أرقام مراكز مكافحة الأمراض واتقائها.

### الهسبانيون أو اللاتينيون
كان معدل السمنة لفئة البالغين من أصل اسباني أو لاتيني (أكثر من على 30 مؤشر كتلة الجسم) في الولايات المتحدة في عام 2015 هو 31.8 ٪. بالنسبة لمجموع الرجال من اصل اسباني أو لاتيني، كان معدل البدانة 31.8 ٪ في عام 2015. بالنسبة لمجموع النساء من أصل اسباني أو لاتيني، كان معدل السمنة 31.8 ٪ في عام 2015.

### المكسيكيون أو الأمريكيون المكسيكيون
تم توفير إحصائيات السمنة للأميركيين المكسيكيين أو المكسيكيين ضمن فئة ذوي الأصول اللاتينية أو اللاتينية، دون أي تفصيل حسب الجنس. كان معدل السمنة للأميركيين المكسيكيين أو المكسيكيين البالغين (أكثر من 30 على مؤشر كتلة الجسم) في الولايات المتحدة في عام 2015 35.2 ٪.

### السكان الأصليين لهاواي أو سكان جزر المحيط الهادئ الأخرى
كان معدل السمنة لدى السكان الأصليين في هاواي أو جزر المحيط الهادئ الأخرى (أكثر من على 30 مؤشر كتلة الجسم) في الولايات المتحدة في عام 2015 هو 33.4 ٪. لم يتم إعطاء أي تفاصيل حسب الجنس لكل من سكان هاواي الأصليين أو أي من سكان جزر المحيط الهادئ الآخرين في أرقام مراكز مكافحة الأمراض واتقائها.

### نسبة الدهون الذكور / الإناث
أكثر من 70 مليون بالغ في الولايات المتحدة يعانون من السمنة (35 مليون رجل و 35 مليون امرأة). 99 مليون شخص يعانون من زيادة الوزن (45 مليون رجل و 54 مليون امرأة).

### المجموعة العمرية
تاريخيا، السمنة أثرت في المقام الأول علي البالغين. من منتصف الثمانينات حتى عام 2003، تضاعفت السمنة تقريباً بين أطفال الولايات المتحدة الذين تتراوح أعمارهم بين 2 و 5 سنوات، وتضاعفت ثلاث مرات تقريباً بين الشباب فوق سن 6 سنوات، لكن الإحصاءات تشير إلى أن السمنة لدى الأطفال الذين تتراوح أعمارهم بين 2-6 سنوات قد انخفضت من 14.6٪ إلى 8.2٪.

### المواليد الجدد
بعض الأطفال حديثي الولادة متضخمين. تكون هذه في كثير من الأحيان مشكلة مرتبطة مع اضطراب طبي. على عكس البالغين، لا يصاب الوليد بالبدانة. السبب الأول للرُضع المتضخمين هو داء السكري في أمهم. الطفل لا يعتبر بدينا.

## النوع الاجتماعي
أكثر من 66 مليون بالغ بالولايات المتحدة يعانون من السمنة ( 30 مليون من الرجال و 36 مليون من النساء). أكثر من 74 مليون شخص يعانون من الوزن الزائد ( 42 مليون من الرجال و 32 مليون من النساء ).

### الفئة العمرية
كانت السمنة تاريخيا ً تصيب الكبار في المقام الأول . في العقدين الماضيين تغير هذا الأمر. 15 إلى 25 بالمية من الأطفال والمراهقين الأمريكيين الآن بدناء . الأطفال والمراهقين البدناء من المحتمل أن يصابوا بالسمنة في مرحلة البلوغ وبالمشاكل الصحية المرتبطة بالسمنة .

### الأطفال حديثي الولادة
بعض الأطفال الحديثي الولادة يكون وزنهم زائد . تكون هذه المشكلة في الأغلب متعلقة باضطراب طبي. بعكس البالغين فإن المواليد لا يصابون بالسمنة . السبب الأول في حجم الطفل الكبير هو مرض السكري في الأم . لا يعتبر الطفل بدين . أما المواليد الجدد الذين يولدون لأمهات ممن يعانين من البدانة، فإن لديهم زيادة بنسبة 49٪ في احتمال الوفاة.

## في الجيش
كان ما يقدر بنحو 16% من الأفراد العسكريين الأمريكيين في الخدمة الفعلية يعانون من السمنة المفرطة في عام 2004، وبلغت تكلفة جراحة السمنة العلاجية للجيش 15 مليون دولار أمريكي في عام 2002. وتعد السمنة حاليًا أكبر سبب منفرد لتسريح الأفراد النظاميين.
```
 وأظهر تحليل مالي نشر في عام 2007 أن علاج الأمراض والاضطرابات المرتبطة بالسمنة يكلف الجيش 1.1 مليار دولار سنويا. علاوة على ذلك، وجد التحليل أن زيادة التغيب عن العمل بين الموظفين الذين يعانون من السمنة المفرطة أو زيادة الوزن بلغت 658000 يوم عمل إضافي ضائع سنويًا. هذه الإنتاجية المفقودة أعلى من خسارة الإنتاجية في الجيش بسبب ارتفاع استهلاك الكحول الذي وجد أنه يصل إلى 548000 يوم عمل. تجلت المشاكل المرتبطة بالسمنة أيضًا في الخروج المبكر بسبب عدم القدرة على تلبية معايير الوزن. وقد تم تسريح ما يقرب من 1200 من المجندين العسكريين لهذا السبب في عام 2006.
[
33
]
```